# Tour de los Pirineos
El Tour de los Pirineos (oficialmente: Tour des Pyrénées-Vuelta a los Pirineos) es una carrera ciclista franco-española (registrada en Francia) que se disputa en Mediodía-Pirineos (Francia) y Aragón (España), en el mes de agosto.
Tiene un trazado meramente montañoso cruzando varios de los puertos tradicionales del Tour de Francia a su paso por los Pirineos.
A pesar de ser una prueba franco-española el número de equipos participantes españoles es muy reducido debido a que coincide en las fechas con las pruebas íntegramente españolas de la Vuelta a León y la Vuelta a Burgos.
Está organizada por el Tour des Pyrénées Organisation y por el Club Ciclista Ebro. Hasta que en 2011 la carrera desapareció y los segundos organizaron otra prueba amateur con las mismas características.

## Historia
Existieron pruebas denominadas Vuelta a los Pirineos desde 1955 aunque esta fue creada en 1995, principalmente tras la fusión del Tour de Bigorre y del Aragon-Béarn.
Esta fue alternando ediciones amateur con profesionales, hasta que desde el 2006 formó parte del circuito profesional del UCI Europe Tour, dentro de la categoría 2.2 (última categoría del profesionalismo) por lo que podían participar corredores profesionales (excepto los UCI ProTour) junto con los amateurs. En 2011 la parte francesa no consiguió reunir los apoyos suficientes con lo que la parte española se hizo cargo de la prueba aunque de una forma reducida y siendo la carrera de carácter amateur, volviendo al nombre de Aragon-Bearn. En 2012 de nuevo no se disputó debido a la falta de patrocinadores de la parte francesa y a no poderse disputar las etapas de Aragón por problemas financieros.

## Palmarés
| Año  | Ganador           | Segundo            | Tercero            |
| ---- | ----------------- | ------------------ | ------------------ |
| 1995 | Hugues Ané        | Óscar Mollar       | Kirill Beljaev     |
| 1996 | Denis Leproux     | Patrick Bruet      | Philippe Fernandes |
| 1997 | Denis Leproux     |                    |                    |
| 1998 | Christophe Oriol  |                    |                    |
| 1999 | Igor Pavlov       |                    |                    |
| 2000 | Éric Drubay       |                    |                    |
| 2001 | Igor Pavlov       |                    |                    |
| 2002 | Maryan Hary       |                    |                    |
| 2003 | Fernando Torres   | Andrew Jackson     | Johan Vansummeren  |
| 2004 | Bernhard Kohl     | Thierry Loder      | Benoît Luminet     |
| 2005 | No se disputó     |                    |                    |
| 2006 | Enrique Salgueiro | Kevin Seeldraeyers | Jesús Ramírez      |
| 2007 | Sergio Pardilla   | José Herrada       | Nicolas Prin       |
| 2008 | Dan Fleeman       | Andrew Bajadali    | Stian Remme        |
| 2009 | Fabio Duarte      | Maarten De Jonge   | Ángel Vallejo      |
| 2010 | Florent Barle     | Przemysław Niemiec | Yannick Eijssen    |

## Palmarés por países
| País        | Victorias |
| ----------- | --------- |
| Francia     | 7         |
| España      | 3         |
| Rusia       | 2         |
| Austria     | 1         |
| Reino Unido | 1         |
| Colombia    | 1         |